# Kleinpaschleben

Kleinpaschleben este o comună din landul Saxonia-Anhalt, Germania.